# Sextant (constellation)
Sextans
 (mars 2015).
Si vous disposez d'ouvrages ou d'articles de référence ou si vous connaissez des sites web de qualité traitant du thème abordé ici, merci de compléter l'article en donnant les références utiles à sa vérifiabilité et en les liant à la section « Notes et références ».
Pour les articles homonymes, voir Sextant (homonymie).
Le Sextant est une constellation très peu lumineuse. Située sur l'équateur céleste, elle peut être vue quasiment de n'importe quelle latitude, sauf aux pôles.

## Histoire
Introduite par Johannes Hevelius en 1690, elle tire son nom d'un appareil de mesure permettant de 
mesurer la hauteur d'un astre au-dessus de l'horizon, instrument qu'Hevelius utilisait précisément pour ses relevés.
Avant Hevelius, le moine Antoine de Rheita créa en 1643 à cet emplacement du ciel le Suaire du Christ, une
constellation qui tomba rapidement en désuétude avant d'être remplacée par le Sextant.

## Observation des étoiles

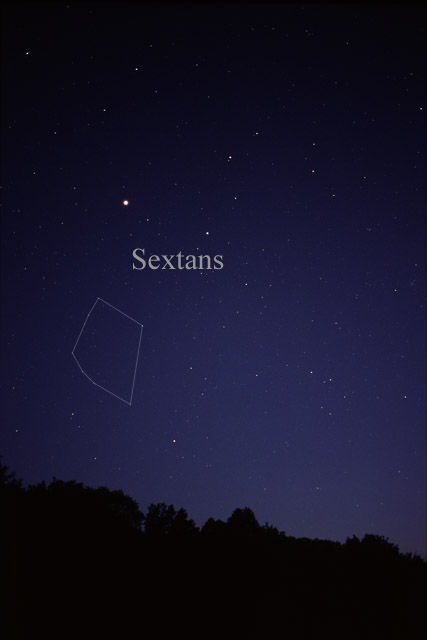
Constellation du Sextant.

Le Sextant se situe immédiatement au Sud de Régulus, du Lion, et au Nord-Est de Alphard, de l'Hydre.
Si la tête de l'Hydre est bien visible, l'alignement des deux yeux, prolongé vers l'Est, tombe sur α Sex.
C'est une constellation faible et sans forme.

## Étoiles principales

### α Sextantis
L'étoile la plus brillante du Sextant, α Sextantis, a une magnitude apparente de 4,49. Étant une étoile géante blanche de type spectral A0III, sa température de surface est d'environ 10 000 K.

### Autres étoiles
Les autres étoiles sont encore moins lumineuses qu'α Sextantis. La constellation ne compte en tout et pour tout que 5 étoiles ayant une désignation de Bayer.
HD 92788 possède une planète en orbite autour d'elle ; 3,8 fois plus massive que Jupiter, elle effectue une révolution en 377,7 jours à la distance moyenne de 0,97 ua.

## Objets célestes
Le Sextant contient également NGC 3115, la galaxie du Fuseau, qui est une galaxie elliptique, NGC 3166 et NGC 3169, deux galaxies spirales, et la Galaxie naine du Sextant qui semble faire partie de notre Groupe local.